# Visionary
Visionary es el nombre del quinto álbum de estudio del cantante de reguetón puertorriqueño Farruko. Publicado el 23 de octubre de 2015 mediante el sello discográfico Carbon Fiber Music y el sello distribuidor Sony Music Latin. Cuenta con las colaboraciones de múltiples artistas como Pitbull, Ky-Mani Marley, Nicky Jam, Shaggy, entre otros.

## Antecedentes
En 2015,  Universal Latino publicó una recopilación de temas del exponente, el cual se tituló «The Ones» previo al lanzamiento de Visionary, posteriormente Farruko firmó con Sony Music Latin, dejando a la anterior Universal/Siente discográfica y vendió 1.4 millones.

## Reconocimiento
| Publicación | Lista                                    | Posición |
| ----------- | ---------------------------------------- | -------- |
| Billboard   | (The 50 Best Latin Albums of the Decade) | N/A      |

## Lista de canciones
| N.º | Título                            | Escritor(es)                                                                                        | Productor                                                | Duración |  |
| 1.  | «Visionary»                       | Carlos E. Reyes Rosado, Jesus M. Benitez-Hiraldo, Andres F. Céspedes, Eliezer García, Eduardo López | Sharo Torres, Neo Nazza, Musicólogo & Menes              | 4:17     |  |
| 2.  | «Fantasy»                         | Carlos Efren Reyes Rosado, Benny Benni                                                              | Sharo Torres, Neo Nazza, Musicólogo & Menes              | 3:31     |  |
| 3.  | «Obsesionado»                     | Carlos Efren Reyes Rosado, Benny Benni                                                              | Sharo Torres, Andy Clay                                  | 3:31     |  |
| 4.  | «Intimidad»                       | Carlos Efren Reyes Rosado, Benny Benni                                                              | Sharo Torres, Jumbo, Gaby Music                          | 4:01     |  |
| 5.  | «HMB» (con Messiah)               | Carlos Efren Reyes Rosado, Benny Benni, Benito Emanuel García                                       | Sharo Torres, Ladkani Importz                            | 3:26     |  |
| 6.  | «Papi champú»                     | Carlos Efren Reyes Rosado, Benny Benni                                                              | Sharo Torres, Visitante, Montana & Fran Fusion           | 4:15     |  |
| 7.  | «Back to the Future»              | Carlos Efren Reyes Rosado, Benny Benni                                                              | Sharo Torres, Jumbo, DJ Luian                            | 4:03     |  |
| 8.  | «Chillax» (con Ky-Mani Marley)    | Carlos Efren Reyes Rosado, Benny Benni, Kymani Marley                                               | Sharo Torres, Maffio                                     | 3:17     |  |
| 9.  | «Never Let You Go» (con Pitbull)  | Carlos Efren Reyes Rosado, Benny Benni, Armando Pérez                                               | Sharo Torres, DJ Chino                                   | 3:21     |  |
| 10. | «Illusion»                        | Carlos Efren Reyes Rosado, Benny Benni                                                              | Sharo Torres, Jumbo, Luny Tunes, Gaby Music, Frabian Eli | 3:39     |  |
| 11. | «Te va a doler»                   | Carlos Efren Reyes Rosado, Benny Benni                                                              | Sharo Torres, Andy Clay                                  | 3:28     |  |
| 12. | «Power»                           | Carlos Efren Reyes Rosado, Benny Benni, Andres F. Céspedes                                          | Sharo Torres, Montana & Fran Fusion                      | 3.50     |  |
| 13. | «Sunset» (con Shaggy & Nicky Jam) | Carlos Efren Reyes Rosado, Orville Burrell, Nick Rivera                                             | Sharo Torres, Rvssian                                    | 3:58     |  |
| 14. | «Angels»                          | Carlos Efren Reyes Rosado, Benny Benni                                                              | Sharo Torres, EZ, Frabian Eli                            | 4:31     |  |

## Créditos y personal
Adaptado parcialmente de los créditos del álbum en AllMusic, ordenado por orden alfabético de créditos.
- Jorge Fonseca — A&R
- Edwin Rivera — Ilustraciones, gráficos.
- Pedro Ruiz — Ilustraciones, gráficos.
- Noah K. Assad — Compositor.
- Jesus M. Benitez-Hiraldo «Benny Benni» — Compositor.
- Jose Carlos — Compositor
- Eliezer García «Musicólogo» — Compositor, producción, mezcla.
- Rafael Jiménez — Compositor.
- Eduardo López «Menes» — Compositor, producción, mezcla.
- Freddy Montalvo — Compositor.
- Carlos E. Reyes Rosado — Artista primario, compositor, productor ejecutivo.
- Sharo Torres — Ingeniero, mezcla.
- Nick Rivera Caminero  — Artista invitado, compositor.
- Ky-Mani Marley — Artista invitado, compositor.
- Armando «Pitbull» Pérez — Artista invitado, compositor.
- Benito Emanuel García «Messiah» — Artista invitado, compositor.
- Orville «Shaggy» Burrell — Artista invitado, compositor.
- Diego Abaroa — Mánager de discográfica.
- Michael «Mike» Fuller — Masterización.
- Sonny T. Sensor — Fotografía.

## Posición en listas
| Listas (2015)                   | Peak |
| ------------------------------- | ---- |
| U.S. Billboard 200              | 124  |
| U.S. Billboard Top Latin Albums | 1    |

## Certificaciones
| País   | Organismo certificador | Certificación | Ventas certificadas | Ref.  |
| ------ | ---------------------- | ------------- | ------------------- | ----- |
| México | AMPROFON               | Oro           | 30,000              | [ 9 ] |